# Klaksvíkar Ítróttarfelag
Klaksvíkar Ítróttarfelag, ofta förkortat KÍ eller KÍ Klaksvík, är en färöisk fotbollsklubb från staden Klaksvík och grundades 1904. Klubben vann det första nationella färöiska mästerskapet 1942.
Första gången klubben spelade i en europeisk cupturnering var 1992, då man mötte Skonto Riga från Lettland i den första kvalomgången till Champions League, där de i dubbelmötet förlorade med sammanlagt 6–1. Klubbens färger är vitt och blått och man spelar sina hemmamatcher på Við Djúpumýrar, som tar 3 000 personer vid fullsatt.
Klubben spelade som första färöiska lag i Uefa Conference League hösten 2023, efter att i kvalet slagit ut Ferencváros TC och BK Häcken samt hållit Molde FK till förlängning i returmatchen, som dock förlorades.

## Meriter
- Färöiska mästare:[2]
  - Vinnare (21): 1942, 1945, 1952, 1953, 1954, 1956, 1957, 1958, 1961, 1966, 1967, 1968, 1969, 1970, 1972, 1991, 1999, 2019, 2021, 2022, 2023
- Färöiska cupen:[3]
  - Vinnare (6): 1966, 1967, 1990, 1994, 1999, 2016
  - Finalister (7): 1955, 1957, 1973, 1979, 1992, 1998, 2001
- Färöiska supercupen:[4]
  - Vinnare (0): –
  - Finalister (1): 2016

## Placering tidigare säsonger
| Säsong | Nivå | Liga            | Placering | Webbplats | Kommentar                      |
| ------ | ---- | --------------- | --------- | --------- | ------------------------------ |
| 2010   | 2    | 1. deild        | 2         | [ 5 ]     | Uppflyttad till Premier League |
| 2011   | 1    | Vodafonedeildin | 5         | [ 6 ]     |                                |
| 2012   | 1    | Effodeildin     | 4         | [ 7 ]     |                                |
| 2013   | 1    | Effodeildin     | 8         | [ 8 ]     |                                |
| 2014   | 1    | Effodeildin     | 6         | [ 9 ]     |                                |
| 2015   | 1    | Effodeildin     | 5         | [ 10 ]    |                                |
| 2016   | 1    | Effodeildin     | 2         | [ 11 ]    | Färöiska cupen: CUP            |
| 2017   | 1    | Effodeildin     | 2         | [ 12 ]    |                                |
| 2018   | 1    | Betrideildin    | 4         | [ 13 ]    |                                |
| 2019   | 1    | Betrideildin    | 1         | [ 14 ]    |                                |
| 2020   | 1    | Betrideildin    | 3         | [ 15 ]    |                                |
| 2021   | 1    | Betrideildin    | 1         | [ 16 ]    |                                |
| 2022   | 1    | Betrideildin    | 1         | [ 17 ]    |                                |
| 2023   | 1    | Betrideildin    | 1         | [ 18 ]    |                                |
| 2024   | 1    | Betrideildin    | 2         | [ 19 ]    |                                |